# Pieve Santa Mariona di Talcini
 (juin 2023).
La Pieve Santa Mariona di Talcini est un édifice religieux médiéval, aujourd'hui en partie détruit, situé sur le territoire de la commune de Corte dans le département de la Haute-Corse. 

## Localisation
La pieve parait liée au Talkinum de Ptolémée.
Autrefois située au cœur de l'ancien diocèse d'Aléria, au nord de l'actuelle ville de Corte, isolée sur le flanc méridional de la Serra Avena, la pieve a été construite probablement aux XIIe et XIIIe siècles par des artisans corses formés sur des chantiers pisans en Corse même. Geneviève Moracchini-Mazel propose de la dater du milieu du Xe siècle.
En mauvais état de conservation, seuls sont encore visibles les deux absides jumelles accolées et le périmètre de ses parements en appareil de pierres.

## Histoire
Santa Mariona fut la Chiesa matrice ou du moins la plebs baptismalis (deux termes qui désignent la construction qui jouit du titre de pieve) de la pieve de Talcini, même si sa fonction funéraire n’a pas été mise en évidence par la fouille, parce que celle-ci s’est limitée à l’intérieur de l’église qui ne possède pas d’arca.

## Architecture
C'est un édifice de plan très simple, aux dimensions modestes de 14,30 m sur 6,80 m de large, ses fondations reposant directement sur le rocher. Comme la plupart des pievi médiévales corses, son chevet est orienté à l’est. Il est constitué d'une nef unique prolongée par deux absides jumelles semi-circulaires accolées. Chacune des deux absides possédait une fenêtre à double ébrasement. Le tympan unique qui surmontait les deux absides à presque totalement disparu. L’église était couverte par un toit à charpente à double pente, la voûte étant quasiment inutilisée pour la couverture des édifices médiévaux corses. Il existait deux entrées : la plus importante au centre de la façade, d’environ 1,40 m de largeur, l’autre, pratiquée dans le mur sud, à la hauteur du chœur, 1,00 m de largeur.
Ses murs épais, de 0,70 à 0,80 m, présentent des parements soignés, et un remplissage intérieur de ces parements de chaux très résistante mêlée à des pierres mal dégrossies, de toutes dimensions. 
Des sondages archéologiques, en 1973, ont permis de mettre au jour la cuve baptismale (très endommagée) située dans la partie sud de la nef. 
Ils ont également permis 

« la découverte des fondations de certaines structures à l’intérieur du monument. Le pavement de l’édifice était constitué par des dalles de petite dimension comme l’indiquent les quelques pierres d’attente (en partie encastrées dans le mur) qui existent encore dans l’angle nord-ouest de l’église. On a pu retrouver également les fondations du départ du muret de division entre le chœur et la nef et celles des deux autels correspondant aux deux absides : la fondation de l’autel de l’abside nord-est en retrait par rapport à celle de l’autel sud. »

— Philippe Pergola in Orientations nouvelles pour l’histoire socio-culturelle, économique et politique de la corse du Moyen Âge.